# Lijst van rijksmonumenten in Den Helder (gemeente)
De Nederlandse gemeente Den Helder telt 44 inschrijvingen in het rijksmonumentenregister. Hieronder een overzicht. 

## Den Helder
De plaats Den Helder telt 39 inschrijvingen in het rijksmonumentenregister. Zie Lijst van rijksmonumenten in Den Helder (plaats) voor een overzicht.

## Huisduinen
De plaats Huisduinen telt 5 inschrijvingen in het rijksmonumentenregister.
| Object                                                 | Oorspronkelijke functie?  | Bouwjaar  | Architect       | Locatie                                  | Coördinaten?                  | Nr.?   | Afbeelding        |
| ------------------------------------------------------ | ------------------------- | --------- | --------------- | ---------------------------------------- | ----------------------------- | ------ | ----------------- |
| Fort Kijkduin                                          | Fort, vesting en -onderdl | 1811-1813 |                 | Admiraal Verhuellplein 1                 | 52° 57' 2" NB, 4° 43' 21" OL  | 46768  | Meer afbeeldingen |
| Lange Jaap                                             | Kust- en oevermarkering   | 1876-1878 | Quirinus Harder | Zeeweg 5                                 | 52° 57' 20" NB, 4° 43' 35" OL | 335626 | Meer afbeeldingen |
| Logement Duitse Officieren: officiersmess met logement | Militair verblijfsgebouw  | ca. 1940  |                 | R.W. van de Wintstraat 41                | 52° 57' 9" NB, 4° 43' 36" OL  | 508482 | Meer afbeeldingen |
| Logement Duitse Officieren: poortgebouw                | Militair wachtgebouw      | ca. 1940  |                 | Duinweg 2                                | 52° 57' 9" NB, 4° 43' 36" OL  | 508483 | Meer afbeeldingen |
| Logement Duitse Officieren: loods                      | Militaire opslagplaats    | ca. 1940  |                 | R.W. van de Wintstraat 1 t/m 39 (oneven) | 52° 57' 9" NB, 4° 43' 36" OL  | 508484 | Meer afbeeldingen |

Aalsmeer ·
Alkmaar ·
Amstelveen ·
Amsterdam ·
Bergen ·
Beverwijk ·
Blaricum ·
Bloemendaal ·
Castricum ·
Den Helder ·
Diemen ·
Dijk en Waard ·
Drechterland ·
Edam-Volendam ·
Enkhuizen ·
Gooise Meren ·
Haarlem ·
Haarlemmermeer ·
Heemskerk ·
Heemstede ·
Heiloo ·
Hilversum ·
Hollands Kroon ·
Hoorn ·
Huizen ·
Koggenland ·
Landsmeer ·
Laren ·
Medemblik ·
Oostzaan ·
Opmeer ·
Ouder-Amstel ·
Purmerend ·
Schagen ·
Stede Broec ·
Texel ·
Uitgeest ·
Uithoorn ·
Velsen ·
Waterland ·
Wijdemeren ·
Wormerland ·
Zaanstad ·
Zandvoort